# Tangbeweging
De tangbeweging of dubbele omvatting is een  militaire tactiek waarbij strijdkrachten gelijktijdig de flanken (zijkanten) en rug van een vijandige formatie omsingelen met als doel om deze aan te vallen.
Het begrip is afgeleid van het visualiseren van de manoeuvre wanneer de twee vooruitgeschoven vleugels zich als de bek van een tang dichtknijpen rond de tegenstander. 

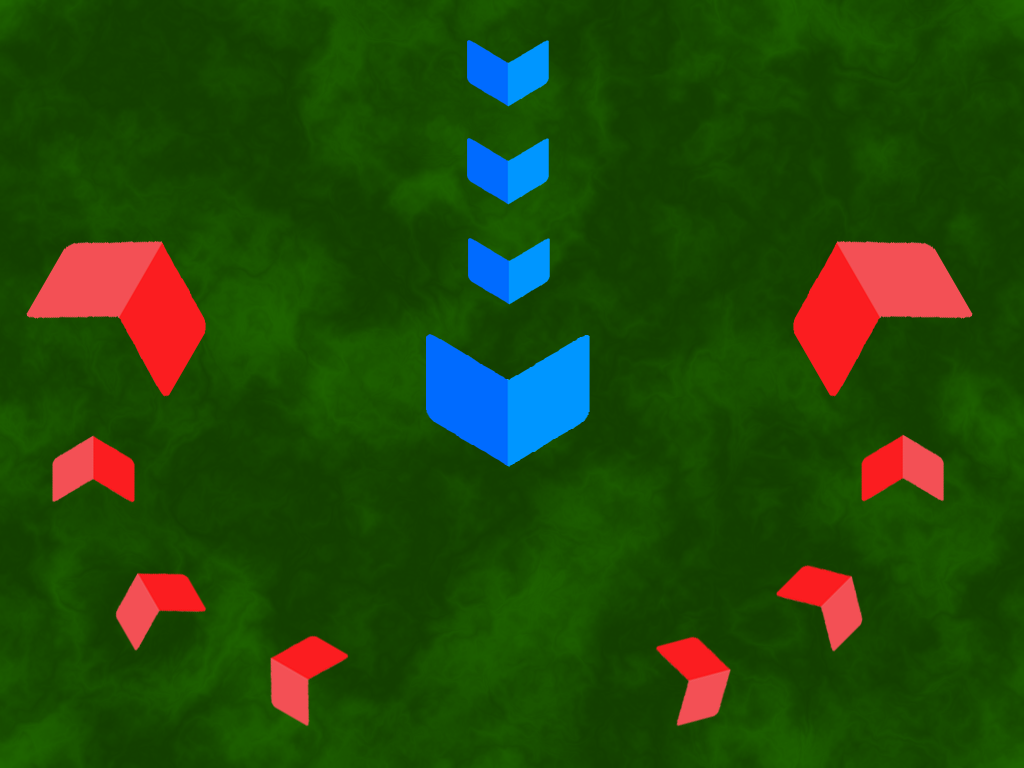
Een tangbeweging waarbij de rode troepen de voortbewegende blauwe troepen omsingelen

De omsingeling van het Zesde Duitse Leger in de Slag om Stalingrad

## Toepassing
De tangbeweging wordt doorgaans toegepast wanneer vijandige strijdkrachten zich voortbewegen richting het middelpunt van een leger, dat vervolgens reageert door de buitenste troepen te verplaatsen naar de vijandige flanken.
Een volledige tangbeweging leidt ertoe dat het aanvallende leger de vijand zowel aan de voorzijde, de flanken als de achterzijde omgeeft. Zodra de strijdkrachten in de tangbeweging elkaar aan de achterzijde treffen, is de vijand omsingeld. Dergelijke veldslagen eindigen veelal in overgave of vernietiging van het vijandige leger, maar de ingesloten strijdkrachten kunnen ook trachten uit te breken. Zij kunnen de omsingeling van binnenuit aanvallen om te ontsnappen, of bevriende troepen kunnen van buitenaf aanvallen om een ontsnappingsroute te openen.

## Geschiedenis
De Chinese generaal Sun Tzu raadde in De kunst van het oorlogvoeren de tangbeweging af, omdat het denkbaar is dat de vijand zich terugtrekt voordat de manoeuvre voltooid is. Volgens hem is het doeltreffender de vijand een (schijn-)ontsnappingsroute te bieden, omdat het vijandige leger wreder zal vechten wanneer zij volledig omsingeld zijn. Sunzi meende dat bij een vluchtmogelijkheid het vijandige leger zijn formatie eerder verliest en kwetsbaarder is ten opzichte van de aanvallende troepen.
De tangbeweging werd vermoedelijk voor het eerst ingezet tijdens de Slag bij Marathon in 490 v.Chr. Veel bekendheid verwierf de tangbeweging door de Tweede Punische Oorlog, waarin Hannibal de manoeuvre toepaste bij de Slag bij Cannae in 216 v.Chr.
In de Tweede Wereldoorlog werd de tangbeweging gebruikt tijdens de Slag om Kiev (1941).